# Secreção vaginal
A secreção vaginal ou muco cervical é uma secreção produzida no colo do útero pelo epitélio glandular das criptas cervicais.

## Funções
Possui a função de impedir a proliferação de microrganismos no aparelho genital feminino. Além disso, auxilia no trajeto do espermatozoide ao óvulo. 

## Método do Muco ou Billings
Por meio de mudanças hormonais no decorrer do ciclo menstrual ocorrem alterações nas características do muco cervical que auxiliam  na identificação do período ovulatório, na qual ocorre pela auto-observação das características do muco cervical e da sensação por ele provocada na vulva.
No inicio do período, o muco cervical apresenta aspecto grumoso, dificultando a ascensão dos espermatozoides pelo canal cervical. O muco cervical, sob ação estrogênica, produz, na vulva, uma sensação de umidade e lubrificação, indicando o tempo da fertilidade, momento em que os espermatozoides têm maior facilidade de penetração no colo uterino. Nessa fase, o muco é transparente, elástico, escorregadio e fluido, semelhante à clara de ovo, o casal deve abster-se de relações sexuais caso queiram evitar gravidez. Ao término da menstruação (fase pré-ovulatória), pode começar uma fase seca ou com secreção igual e contínua na aparência e na sensação que dura, em geral, dois, três, ou mais dias.
Para esse tipo de método existem algumas recomendações tais como:
1) Registrar diariamente informações sobre a menstruação, características do muco cervical e dias em que houve relações sexuais. 
2) Identificar corretamente os dias que pode ou não haver relações sexuais. 
3) Aprender a  distinguir o muco cervical de corrimentos vaginais, do líquido seminal e da presença do líquido ejaculado.

## Bacterioscopia Vaginal
A diminuição da quantidade de bacilos que habitam a flora vaginal proporciona um ambiente adequado para proliferação de microrganismos oportunistas. Quando invasão se instala há a produção de leucorreais. Neste artigo serão tratadas as análises das seguintes doenças, vaginose bacteriana (VB), a candidíase e a tricomoníase, responsáveis em conjunto por 90% das secreções vaginais anormais.O principal agente etiológico da vaginose bacteriana é a Gardnerella vaginalis. Entretanto há presença de outros organismos associados a esta patologia como: Atopobium vaginae, Bacteroides, Prevotella, Mobiluncus, Mycoplasma, Peptostreptococcu. A candidíase tem como agente etiológico Candida albicans e a tricomoníase é causada pelo Trichomonas vaginalis.
A Bacterioscopia de Secreção Vaginal ou Exame Microscópico Vaginal, é um exame realizado através da coloração de gram, permite um estudo acurado das características morfotinturiais das bactérias e outros elementos (fungos, leucócitos, outros tipos celulares). Presta informações importantes e rápidas para o início da terapia, fornecendo informações semiquantitativas em algumas infecções e estabelecendo o diagnóstico em muitos casos.

### Coleta[4]
Cuidados antes da realização da coleta:
1) Não estar menstruada;
2) Evitar ducha e cremes vaginais na véspera da coleta;
3) Três dias de abstinência sexual. 

Coleta Vaginal 
1) Inserir um espéculo (sem lubrificante; usar água morna) na vagina.
2) Retirar o excesso de muco cervical com swab de algodão.
3) Inserir os swabs indicados, rodar por alguns segundos sobre o fundo do saco, retirar e voltar aos meios indicados no kit:
Swab seco: realizar as lâminas para bacterioscopia da secreção fresca.
Swab do meio de transporte para cultura aeróbia/fungos. 
Coleta endocervical
1) Inserir um espéculo (sem lubrificante) na vagina e retirar o excesso de muco cervical com swab de algodão.
2)  Inserir os swabs indicados no canal endocervical até a ponta do swab não ser mais visível, rodar por alguns segundos, retirar evitando o contato com a parede vaginal, e voltar aos meios indicados no kit:
Swab seco: realizar as lâminas para bacterioscopia da secreção fresca.
Swab seco: Mycoplasma/Ureaplasma - mergulhar o swab dentro da solução do tubo fornecido e agitar. Remover o swab e identificar o tubo.
Swab do meio de transporte específico para Chlamydia trachomatis - mergulhar o swab dentro da solução do tubo fornecido e agitar vigorosamente.
3) Comprimir o swab contra a parede do tubo. Qualquer excesso de muco deve ser retirado da amostra.
4) Remover o swab e identificar o tubo. 

### Microscopia[5]
Direto
Neste método é sem coloração, ele permite a observação a morfologia bacteriana e avaliar a existência de motilidade. Sua finalidade é para pesquisa a fresco de Trichomonas em secreções, fungos (leveduri-formes ou filamentosos) e em diferentes materiais. 
Consiste em gotejar a salina (uma gota) no centro de uma lâmina de microscopia e nela suspender uma colônia ou uma alçada do material a ser investigado. Cobrir com uma lamínula e examinar ao microscópio, com objetiva de 40X ou 100X (óleo de imersão). 
Coloração de Gram
É usada para classificar bactérias com base no tamanho, morfologia celular e comportamento diante dos corantes. Função: para bacterioscopia da maioria dos materiais biológicos ou culturas de microrganismos em meios sólidos ou líquidos.
Para preparação do esfregaço: identificar a lâmina de maneira segura, rolar toda a superfície do swab sobre a lâmina para não destruir as células, fixar rapidamente na chama, quando material é escasso, demarcar a área do esfregaço, proceder o método de coloração mais apropriado.
Obs: materiais clínicos coletados com swab são menos recomendados para cultura. Coletar, sempre que possível, dois swabs: um será utilizado para fazer o esfregaço e o outro para cultura

### Fixação[5]
Pode ser por calor, com lâmina seca à 50° C ou por metanol ou etanol no esfregaço seco, colocar uma a duas gotas de álcool (1min), drenando o excesso, sem lavar. 

### Coloração[5]
1) Cobrir a área com a solução de cristal-violeta por cerca de um minuto.
2) Desprezar o cristal-violeta e lavar suavemente com água corrente.
3) Cobrir a área do esfregaço com a solução de iodo durante cerca de um minuto.
4) Descorar a lâmina com a mistura álcool-acetona, até que o solvente escorra incolor.
5) Alternar com água corrente (jato fraco). O tempo usualmente utilizado nesta etapa é de cerca de 10 segundos.
6) Cobrir o esfregaço com Fucsina básica por cerca de 30 segundos.
7) Lavar com água corrente.
8) Deixar secar ao ar.

### Leitura[5]
Inicialmente, visualiza-se na objetiva de 10X para avaliar a qualidade da amostra, localização do agrupamento bacteriano, filamentos, pseudo-hifas e leveduras. Posteriormente, passa para a objetiva de imersão (100X) e examinar várias áreas para melhor avaliação da coloração e dos diferentes tipos de microrganismos presentes.

### Resultados[6]
Os resultados têm como base a presença de “clue cells” e bacilos Gram variáveis curtas na caracterização de Gardnerella vaginalis e a presença de bacilos Gram-negativos curvos caracterizados como Mobiluncus spp. A presença no exame direto à fresco da secreção vaginal de blastosporos e ou pseudo-hifas de leveduras foi caracterizado como Candida spp e a presença de protozoários flagelados foi caracterizada como Trichomonas vaginalis.

## Análise Clínica
A vaginanose bacteriana é a causa mais comum de corrimento vaginal, podendo cursar com corrimento vaginal de cor branca acinzentada, de odor fétido, ou sem sintomas. A secreção vaginal na candidíase apresenta aspecto caseoso ou em placas aderentes à mucosa vaginal. O prurido vulvar, em geral intenso, produz escoriações e/ou fissuras superficiais, determinadas por coçaduras. A secreção vaginal na tricomoníase apresenta de coloração amarelo-esverdeada e odor fétido. Há queixa de irritação e desconforto vulvar.